# Фужине (замок)
Замок Фужине (словен. Grad Fužine) ― замок, расположенный в юго-восточной части Любляны, на левом берегу реки Любляницы. Находится по адресу ул. Пот на Фужине, 2. Название замка происходит от словенского слова fužina, означающего «металлургический завод», так как такой завод раньше действовал недалеко от замка. Сейчас Фужине является национальным памятником архитектуры.

## История

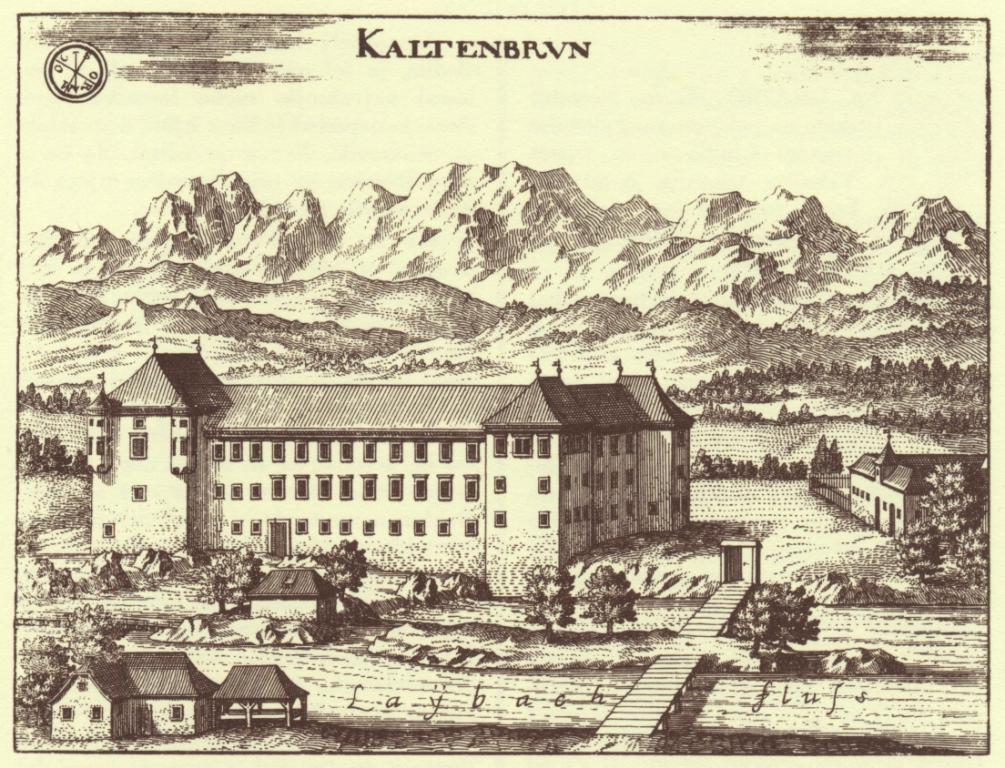
Замок Фужине на рисунке Я. Вальвазора (1689)

Замок Фужине был построен на средства баварских купцов ― Вида Хисла и его сына Янжа Хисла. Строительство замка началось в 1528 году, а закончилось в 1557 году. Замок построен в стиле ренессанса.
С 1583 года территория замка принадлежала Ленарту Мархеричу, который затем передал её обществу иезуитов Триеста. В 1689 году замок Фужине был описан Янезом Вайкардом Вальвазором в книге «Слава Карниолы». С 1733 года, в связи с упразднением общества иезуитов, замок по решению суда стал принадлежать государству.
В 1825 году замок Фужине был куплен Фиделисом Терпинцем. В 1875 году территория замка перешла во владение семьи Баумгартнер. В 1900 году рядом с замком была построена небольшая гидроэлектростанция. В 1938 году Фужине стал принадлежать акционерному обществу Združena papirnice Vevče, Goričane i Medvode.
После Второй мировой войны в замке были обустроены квартиры для рабочих. В 1979 году замок Фужине в плохом состоянии был передан Архитектурному музею Любляны. В 1990 году по инициативе Петра Габриельчича была проведена реконструкция замка.

## Описание
В замке два этажа. По углам главного здания выделяются прямоугольные оборонительные башни. Вокруг замка вырыт оборонительный ров. Через него к входу ведёт мост, который раньше был разводным. Над входом находится каменная плита с тремя гербами, средний из них ― это фамильный герб Хисла.
В архитектурном отношении особенно примечательны юго-западная и северо-восточная башни.

## Галерея

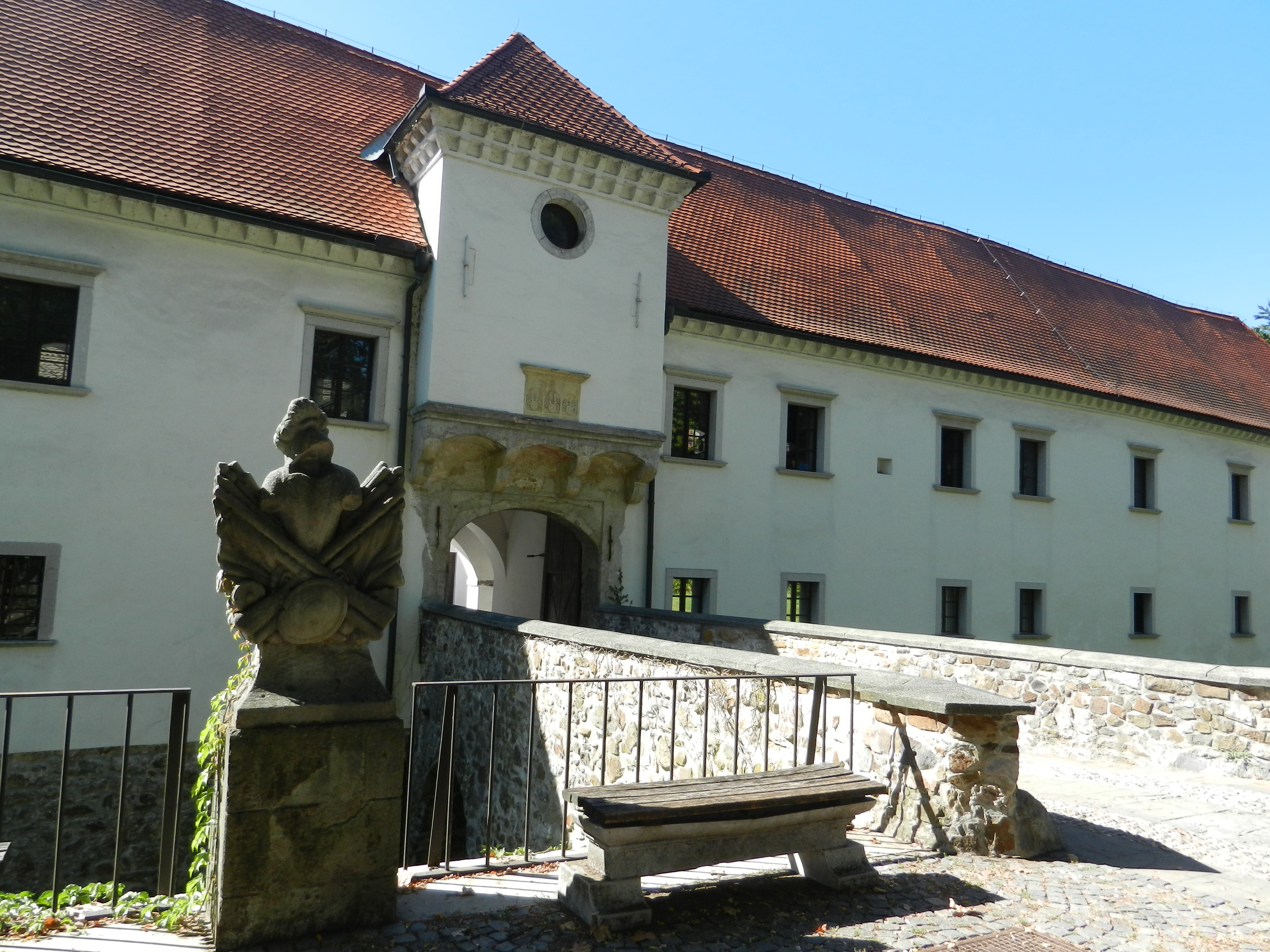
Скульптура перед входом
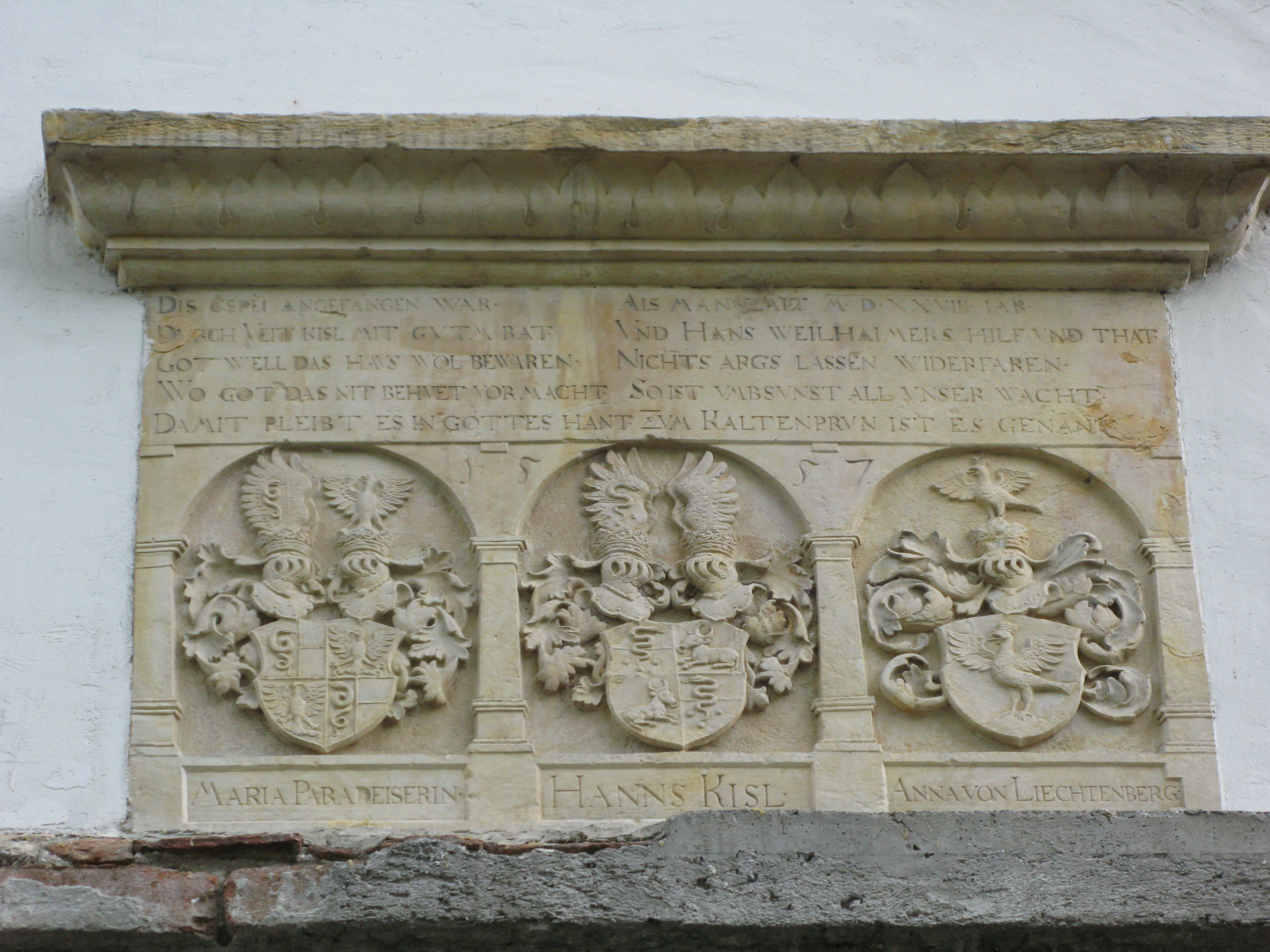
Гербы над входом
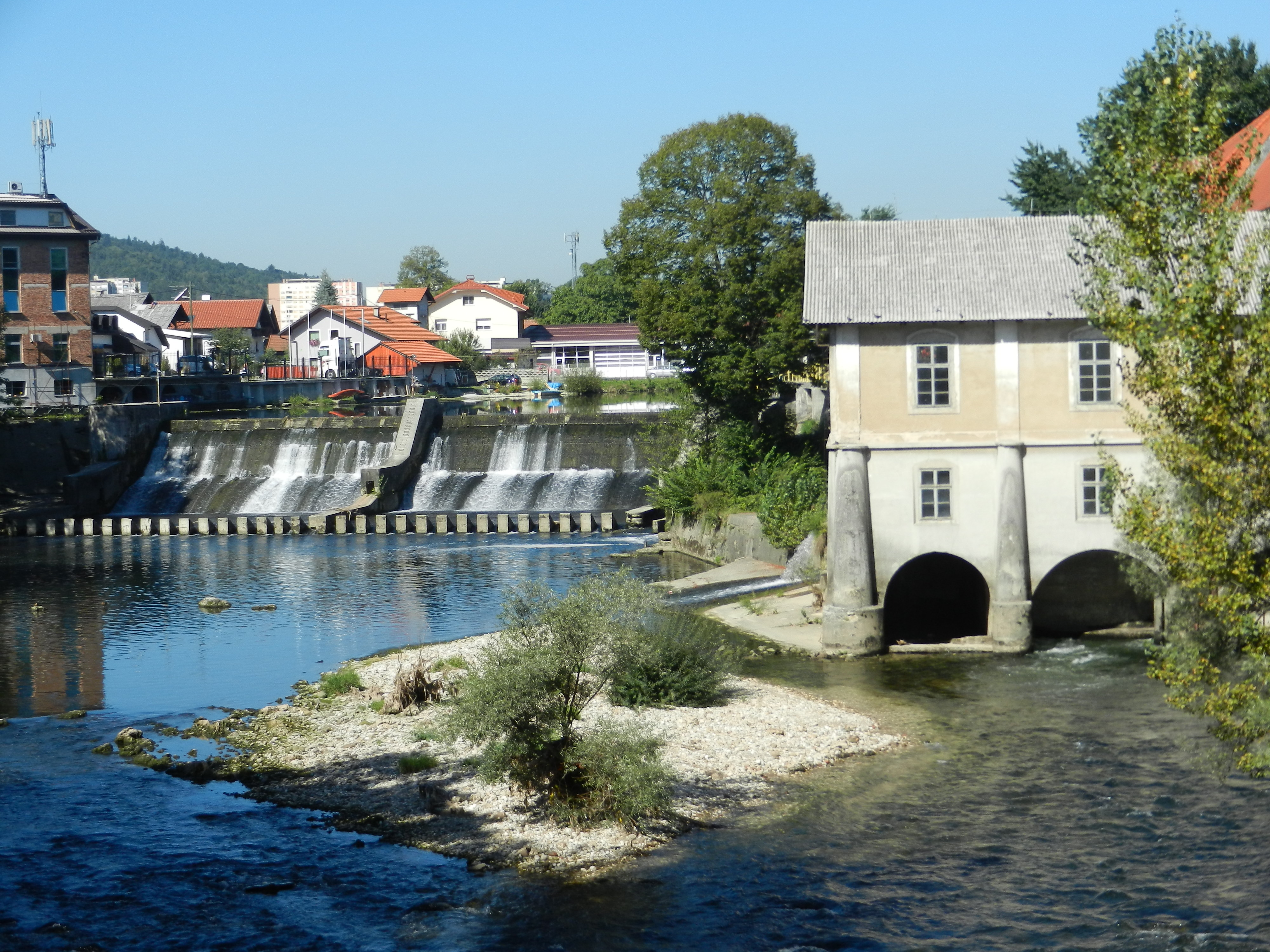
Гидроэлектростанция
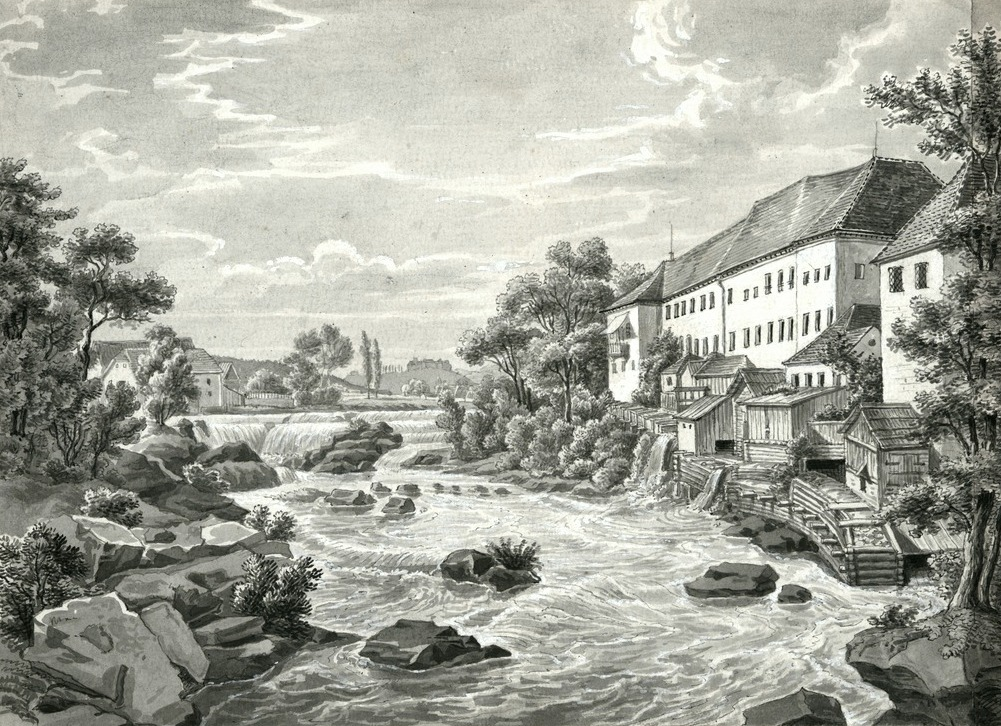
Картина Франца Курца конца XVII века
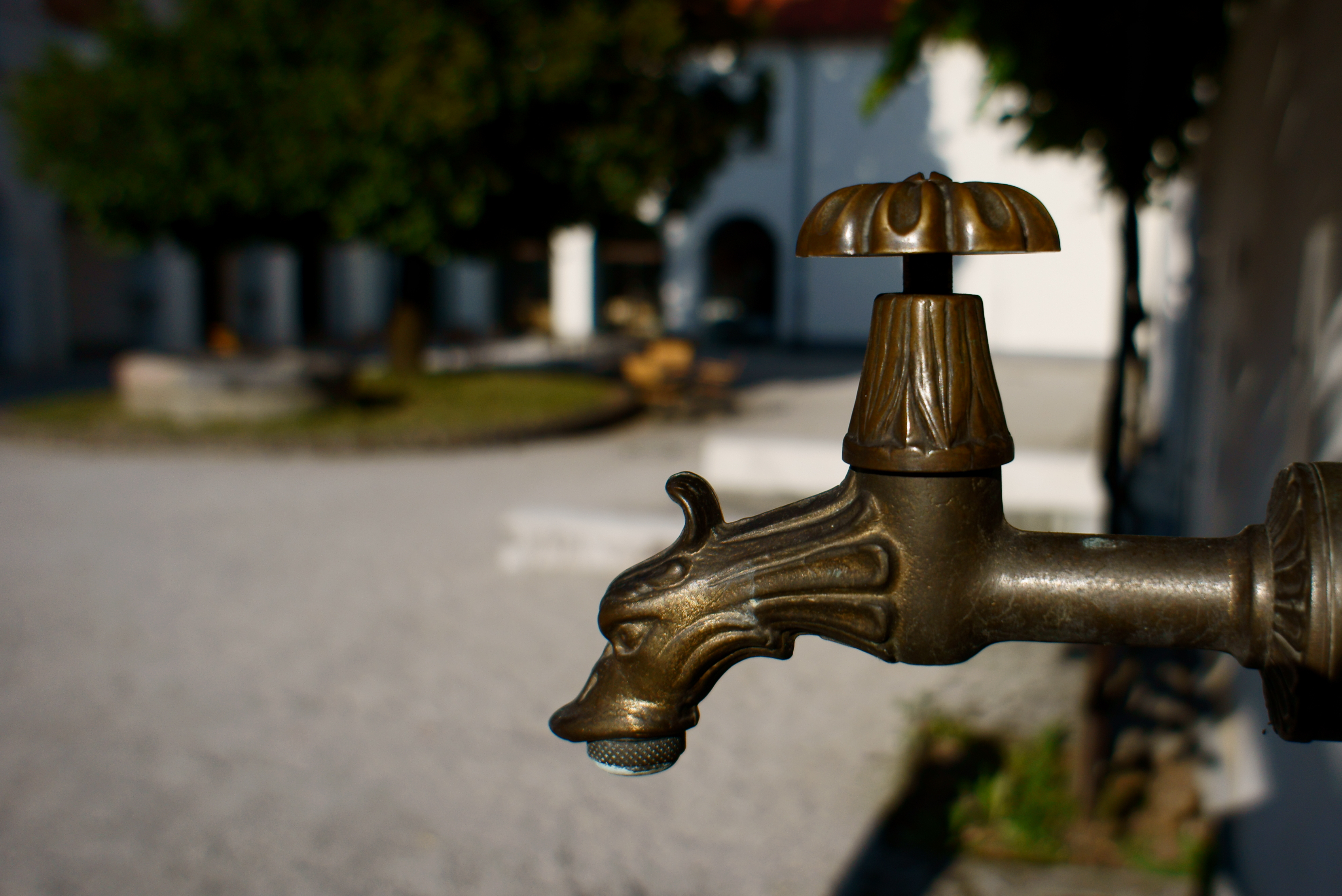
Декорированный кран на территории замка